# 出羽平真一
出羽平 真一（でわたいら しんいち、1974年9月13日 - ）は、東京都足立区出身で出羽海部屋所属の元大相撲力士。本名は平 伸一（たいら しんいち）、身長178cm、体重152kg。趣味は散歩。最高位は西十両4枚目（1999年11月場所）。得意手は突き、押し。血液型はB型。

## 来歴
葛飾区立上千葉小学校4年の頃から相撲を初め、6年生の時にわんぱく相撲全国大会で優勝した。葛飾区立青葉中学校3年の時には中学生横綱となり、埼玉栄高時代から全国大会に出場し将来を嘱望されていた。日本大学時代には全日本相撲選手権大会で入賞する活躍を見せた。大学卒業と同時に出羽海部屋に入門し、1997年3月場所に幕下付出で初土俵を踏んだ。1998年1月場所には東幕下16枚目の地位で7戦全勝で幕下優勝。規定では幕下15枚目以内での幕下優勝は無条件で十両に昇進できるがわずか半枚の差で十両に昇進することが出来なかったが、翌3月場所も4勝3敗と勝ち越して5月場所に十両に昇進した。10代出羽海が育てた初の子飼い関取である。突き押し相撲で一時は十両に定着し幕内も狙える番付まで上げていったが、調子が良い時と悪い時の相撲がはっきりしていたことと突き押しで攻めきれない時は胸を合わせて大きい相撲を取ってしまうので、十両から脱却することが出来なかった。2000年3月場所を最後に幕下に陥落し相撲に見切りをつけ、同年7月場所を全休したのを最後に現役を引退した。引退後は母校・日大の職員となり、日大相撲部や埼玉栄高相撲部の指導を行っている。因みに、平は全国大会化後のわんぱく横綱経験者として初の関取昇進者であり、現在は自身の育った小松竜道場で相撲を指導する機会も持っている。

## 主な戦績
- 通算成績：116勝105敗14休 勝率.525
- 十両成績：79勝86敗 勝率.479
- 現役在位：21場所
- 十両在位：11場所
- 各段優勝
  - 幕下優勝：1回（1998年1月場所）

### 場所別成績
| | 一月場所 初場所（東京） | 三月場所 春場所（大阪） | 五月場所 夏場所（東京） | 七月場所 名古屋場所（愛知） | 九月場所 秋場所（東京） | 十一月場所 九州場所（福岡） |
| --- | ----------------------- | ----------------------- | ----------------------- | --------------------------- | ----------------------- | --------------------------- |
| 1997年 （平成9年） | x                       | 幕下付出60枚目 5–2      | 西幕下45枚目 3–4        | 東幕下57枚目 5–2            | 西幕下37枚目 5–2        | 東幕下20枚目 4–3            |
| 1998年 （平成10年） | 東幕下16枚目 優勝 7–0   | 西幕下筆頭 4–3          | 東十両13枚目 9–6        | 東十両10枚目 8–7            | 西十両9枚目 7–8         | 東十両11枚目 6–9            |
| 1999年 （平成11年） | 西幕下筆頭 4–3          | 西十両13枚目 9–6        | 西十両8枚目 7–8         | 東十両10枚目 8–7            | 東十両9枚目 9–6         | 西十両4枚目 5–10            |
| 2000年 （平成12年） | 西十両7枚目 7–8         | 西十両8枚目 4–11        | 西幕下筆頭 休場 0–0–7   | 東幕下41枚目 引退 0–0–7     | x                       | x                           |
| 各欄の数字は、「勝ち-負け-休場」を示す。 優勝 引退 休場 十両 幕下 三賞：敢=敢闘賞、殊=殊勲賞、技=技能賞 その他：★=金星 番付階級：幕内 - 十両 - 幕下 - 三段目 - 序二段 - 序ノ口 幕内序列：横綱 - 大関 - 関脇 - 小結 - 前頭（「#数字」は各位内の序列） |                         |                         |                         |                             |                         |                             |

## 改名歴
- 平 伸一（たいら しんいち）1997年3月場所
- 出羽平 伸一（でわたいら－）1997年5月場所 - 1999年1月場所
- 出羽平 真一（読み方同じ）1999年3月場所 - 2000年7月場所